# Ricard Petersen
Ricard „Rikka“ Peter Jens Rosing Petersen (* 11. April 1931 in Kangaamiut; † 14. Juni 2014) war ein grönländischer Pastor, Propst, Autor und Landesrat.

## Leben
Ricard Petersen war der Sohn des Udstedsverwalters und Landesrats Ole Levi Albrekt Petersen (1894–1979) und seiner Frau Marie Karoline Jakobine Rosing (1898–1980). Seine Geschwister waren der Højskolerektor Hans Christian Petersen (1925–2015), der Eskimologe Robert Petersen (1928–2021) und die Dichterin und Übersetzerin Mariane Petersen (1937–2025). Über seine Mutter war er ein Cousin von Nikolaj Rosing (1912–1976). Diese war zudem eine Cousine von Peter Rosing (1892–1965) und seinem Bruder Otto Rosing (1896–1965). Er heiratete am 29. August 1953 Kristine Dorph († 2001). Der Politiker Per Rosing-Petersen (* 1961) ist ihr Sohn.
Ricard Petersen ließ sich bis 1952 an Grønlands Seminarium zum Lehrer und Katecheten ausbilden. Anschließend arbeitete er als Lehrer in Ilulissat und wechselte 1955 nach Aasiaat. 1956 wurde er als Katechet in Qaanaaq tätig und ab 1958 als Oberkatechet in Ilulissat. 1959 und 1960 besuchte er Hochschulen in Krogerup und Haslev und wirkte dann wieder in Ilulissat. Nach dem Besuch des Pastoralseminariet in Kopenhagen wurde er 1965 in Nuuk ordiniert und noch im selben Jahr in Qasigiannguit tätig, kehrte aber 1973 nach Ilulissat zurück. 1980 wurde er Propst in der Provsteqarfik Qeqqa Tunulu, welche für die Pfarrämter Nuuk, Maniitsoq, Sisimiut, Qaanaaq, Tasiilaq und Ittoqqortoormiit zuständig ist. Nebenher war er Stellvertreter des grönländischen Vizebischofs. Von 1993 bis 1996 war er grönländischer Dompropst.
Ricard Petersen war auch politisch aktiv. So war er von 1959 bis 1964 als Vizevorsitzender Mitglied des Rats der Gemeinde Ilulissat und anschließend in dem der Gemeinde Qasigiannguit. Zudem war er von 1963 bis 1967 Mitglied von Grønlands Landsråd, wurde aber während der ersten Sitzung des Jahres 1965 von Marius Sivertsen vertreten.
1989 wurde er zum Ritter des Dannebrogordens ernannt. Am 7. September 2005 erhielt er den Nersornaat in Silber.
Nachdem er in Rente gegangen war, setzte er sich in Dänemark in Humlebæk und Aalborg zur Ruhe. Er hielt dort ab und an Gottesdienste und widmete sich ansonsten dem Schriftstellertum. Er schrieb Romane, Lehrbücher und Debattenbeiträge. Ricard Petersen starb am 14. Juni 2014 im Alter von 83 Jahren.

## Werke (Auswahl)
- 1989: Susorsuusugununa? („Was in aller Welt machen wir?“)
- 2000: Jiisusip meeraanera („Die Kindheit Jesu“)
- 2009: Biibelimi oqaluttuat („Geschichten in der Bibel“)
- 2012: Isortoq. Maniitsup pequusivia („Isortoq. Die Speisekammer von Maniitsoq“)